# 黃士𦐂
黃士𦐂（？—？），號退庵，福建泉州府晉江縣人，明朝政治人物。

## 生平
崇禎十五年（1642年）壬午科福建鄉試第八十一名舉人，十六年（1643年）聯捷癸未科會試第八十五名，三甲第三百一十四名進士。授禮部主事，出為廣西按察司副使、兵備右江。